# Anii 420 î.Hr.
Secole: Secolul al VI-lea î.Hr. - Secolul al V-lea î.Hr. - Secolul al IV-lea î.Hr.
Decenii: Anii 470 î.Hr. Anii 460 î.Hr. Anii 450 î.Hr. Anii 440 î.Hr. Anii 430 î.Hr. - Anii 420 î.Hr. - Anii 410 î.Hr. Anii 400 î.Hr. Anii 390 î.Hr. Anii 380 î.Hr. Anii 370 î.Hr.
Anii: 429 î.Hr. | 428 î.Hr. | 427 î.Hr. | 426 î.Hr. | 425 î.Hr. | 424 î.Hr. | 423 î.Hr. | 422 î.Hr. | 421 î.Hr. | 420 î.Hr.
Evenimente